# Pipturus schaeferi
Pipturus schaeferi là một loài thực vật thuộc họ Urticaceae. Đây là loài đặc hữu của Polynésie thuộc Pháp.